# Camaija gryllsi
Camaija gryllsi är en insektsart som beskrevs av Young 1977. Camaija gryllsi ingår i släktet Camaija och familjen dvärgstritar. Inga underarter finns listade i Catalogue of Life.